# Union J
Union J es una boy band británica originalmente conformada por George Shelley, Josh Cuthbert, JJ Hamblett y Jaymi Hensley. El grupo se formó en 2012 tras participar en la novena temporada del programa The X Factor, en donde finalizó en la cuarta posición. Posteriormente, firmó un contrato discográfico con la subsidiaria de Sony Music Entertainment, RCA Records, y su primer álbum de estudio, Union J, fue lanzado en octubre de 2013. El 3 de marzo de 2016 la banda hizo oficial la salida de George Shelley por una decisión en conjunto. En el mes de mayo del mismo año se anunció también la entrada de Casey Johnson (Exintegrante de Stereo Kicks, banda que al igual que Unión J fue formada en X Factor).

## Historia

### 2012: Formación y 'The X Factor'
Cuthbert y Hensley se conocieron por primera vez durante sus estudios de artes escénicas en la Escuela de Teatro Joven Sylvia en Westminster, Londres. Más tarde, Hamblett ingresó al grupo por mediación del mánager de la banda, Blair Dreelan, y se bautizaron a sí mismos Triple J —debido a que cada miembro comparte la misma inicial—. En mayo de 2012, el trío y el solista George Shelley audicionaron por separado para el programa The X Factor en Londres. Triple J interpretó el éxito internacional de Rihanna, «We Found Love», mientras que Shelley realizó una versión acústica del éxito de Britney Spears «Toxic». Ambos actos avanzaron, ganando la aprobación de todos los jueces y contando con el apoyo del público femenino en general. 
En el Bootcamp —el siguiente nivel de la competición— Shelley interpretó «Earthquake» de Labrinth, peleando un cupo en la competencia contra las concursantes Charlie Cammish y Meg O'Neill. Triple J cantó «Moves like Jagger» de Maroon 5, antes de disputarse el último lugar disponible ante District3 (antes GMD3) en la Casa de los Jueces, allí versionaron «Yeah 3X» de Chris Brown. Tanto Shelley como Triple J perdieron y salieron de la competencia inmediatamente. Sin embargo, el mánager del grupo, Blair Dreelan, fue contactado por los productores del programa con la intención de reintegrar la banda a la contienda y dar una última audición ante Louis Walsh en Las Vegas, todo ello con la condición de integrar a George Shelley como miembro del grupo. Las partes aceptaron y el grupo re-audicionó bajo el nombre de Union J. 
Su primera actuación como cuarteto fue una versión acústica del éxito de Carly Rae Jepsen «Call Me Maybe». Finalmente, lograron entrar a las galas en vivo de la competición y al instante, ganaron cierta popularidad entre usuarios de las redes sociales, acaparando el 46% de toda la discusión en línea relacionada con The X Factor, luego de que su regreso al programa fuera anunciado.[cita requerida] En la Semana 1, Union J interpretó «Don't Stop Me Now» de Queen, quedando en cuarto lugar en las estadísticas de votación, detrás de Christopher Maloney, Jahméne Douglas y Ella Henderson, respectivamente. En la Semana 4, el grupo recibió el menor número de votos del público junto con Jade Ellis, pero fueron salvados por los jueces Gary Barlow, Nicole Scherzinger y Louis Walsh. Quedaron en riesgo nuevamente en la Semana 6 junto con District3, pero fueron salvados por segunda vez por Barlow y Scherzinger; Walsh se negó a votar pues era el mentor de ambos grupos. Quedaron amenazados por tercera vez en la Semana 8 junto con Rylan Clark, pero fueron salvados por Barlow, Tulisa Contostavlos y Walsh. Union J fue eliminado en las semifinales el 2 de diciembre de 2012, terminando en cuarta posición.
| Audiciones         | «We Found Love»                    | «Toxic»                            | Libre elección                  | Avanzan al Bootcamp                         |
| Bootcamp (1)       | «Moves like Jagger»                | «Earthquake»                       | Desafío Bootcamp                | Renonbrados/Avanzan a la Casa de los Jueces |
| Bootcamp (2)       | «Yeah 3x»                          | N/A                                | Libre elección                  | Renonbrados/Avanzan a la Casa de los Jueces |
| Casa de los Jueces | «Call Me Maybe»                    | «Call Me Maybe»                    | Libre elección                  | Avanzan a los shows en vivo                 |
| Semana 1           | «Don't Stop Me Now»                | «Don't Stop Me Now»                | Juegos Olímpicos                | Salvados (Cuarta posición)                  |
| Semana 2           | «Bleeding Love» / «Broken Strings» | «Bleeding Love» / «Broken Strings» | Amor & Rompimiento              | Salvados (Séptima posición)                 |
| Semana 3           | «When Love Takes Over»             | «When Love Takes Over»             | Clásicos de Discoteca           | Salvados (Octava posición)                  |
| Semana 4           | «Sweet Dreams»                     | «Sweet Dreams»                     | Halloween                       | Amenazados (Octava posición)                |
| Semana 5           | «Love Story»                       | «Love Story»                       | Número Unos                     | Salvados (Cuarta posición)                  |
| Semana 6           | «Fix You»                          | «Fix You»                          | Lo mejor del Reino Unido        | Amenazados (Sexta posición)                 |
| Semana 7           | «Call Me Maybe»                    | «Call Me Maybe»                    | Placeres culpables              | Salvados (Cuarta posición)                  |
| Semana 8           | «The Winner Takes It All»          | «The Winner Takes It All»          | ABBA                            | Amenazados (Cuarta posición)                |
| Semana 8           | «I'll Be There»                    | «I'll Be There»                    | Motown                          | Amenazados (Cuarta posición)                |
| Semifinal          | «Beneath Your Beautiful»           | «Beneath Your Beautiful»           | Libre elección/Alguien Especial | Eliminados                                  |
| Semifinal          | «I'm Already There»                | «I'm Already There»                | Libre elección/Final            | Eliminados                                  |

### 2013 - 2014: primer álbum de estudio y gira musical
El 15 de diciembre de 2012, Union J anunció durante un concierto en Cardiff, Gales, que había firmado un contrato discográfico con Sony Music Entertainment. Su sencillo debut, «Carry You», fue grabado en Londres en enero del mismo año y fue lanzado en abril, alcanzando la sexta posición de la lista de popularidad inglesa. El 28 de enero, su contrato con la subsidiaria de Sony, RCA Records, fue confirmado. En junio de 2013, el grupo anunció a sus fanes, llamados a sí mismos como JCats, que se embarcarían en la gira Magazines and TV Screens Tour, con un total de 18 conciertos entre diciembre de 2013 y enero de 2014. Igualmente revelaron que su álbum debut sería lanzado el 28 de octubre de 2013. 
Union J lanzó su primer libro autobiográfico el 26 de septiembre de 2013, a través de la editorial Penguin Books. Sobre esto, la banda declaró: «estamos muy emocionados de estar trabajando con Penguin en nuestro primer libro y de tener la oportunidad de contar nuestras historias, de como nos unimos y de donde venimos, así como el viaje que hemos tomado desde X Factor». 
El 8 de diciembre, la banda lanzó su segundo álbum "You Got It All", del cual se desprenden sus sencillos "Tonight (We Live Forever)" estrenado el 17 de agosto y  "You Got It All" que se estrenó el 30 de noviembre. Este sencillo ha llegado al número 2 de la lista del Top 100 de Reino Unido en su primera semana.

### 2015-presente: Descanso, nuevos protectos y salida de Shelley
Luego de una mini-gira presentando su segundo trabajo, la banda decidió tomarse un breve descanso, continuando proyectos en solitario y con la banda (publicidad para marcas de ropa, radio, participaciones en tv, etc.). 
El jueves 3 de marzo, vía el Facebook oficial de la banda (Union J World), anunciaron que George ya no continuaría con el grupo, por una decisión en conjunto, pero que el resto si continuaría y seguiría apoyando a Shelley. También anunciaron a sus fanes que estén atentos en 2016 ya que habrá nuevo material.

## Miembros

### JJ Hamblett
Jamie Paul «JJ» Hamblett nació el 25 de mayo de 1988 (36 años) en Newmarket, Suffolk. Junto con Cuthbert y Hensley, fue uno de los tres miembros originales de Triple J. Tiene un hermano llamado Ashley y una hermana llamada Otea. Cambió su nombre a JJ para evitar ser confundido con su compañero de banda Jaymi Hensley. Su novia, la modelo estadounidense Caterina López, dio a luz a su primer hijo, Princeton J. Alexander el 28 de noviembre de 2013. Fue y sigue siendo el integrante más mayor del grupo.

### Jaymi Hensley
Jaymi Hensley nació el 24 de febrero de 1991 (34 años) en Luton. Triple J no era la primera boyband con la que audicionaba para The X Factor. Su sexualidad era algo que iba en contra de él, con el pleno apoyo de sus compañeros de banda y el mentor Louis Walsh salió al público el 18 de noviembre de 2012. Actualmente está casado con Olly Marmon.

## Antiguos miembros

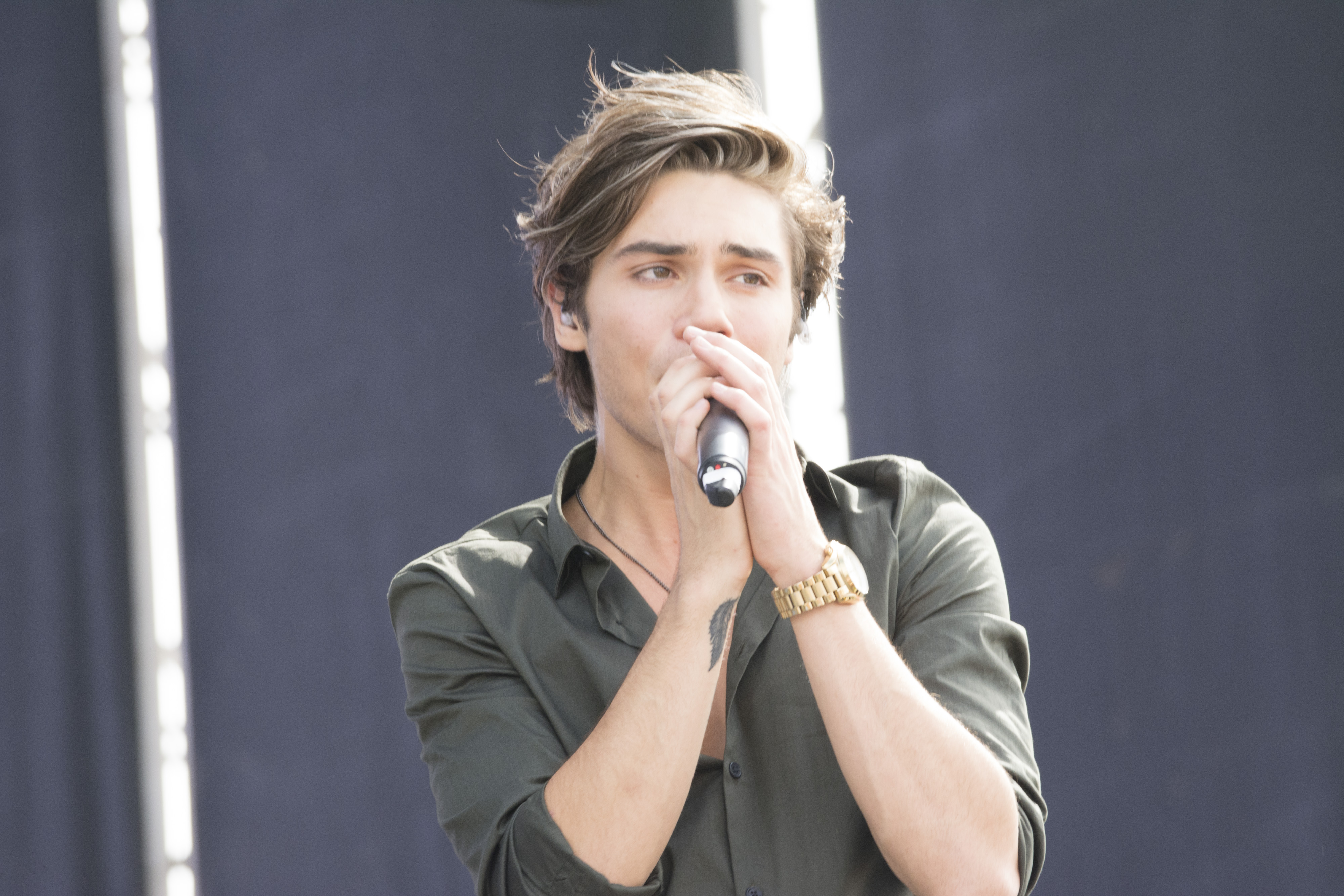
George Paul Shelley Harris

### George Shelley
George Paul Shelley Harris nació el 27 de julio de 1993 (31 años) en Clevedon. Sus padres son Toni Harris y Dominic Shelley. Tiene dos hermanas menores: Louisa y Harriet Shelley, y dos hermanos mayores: Tom y William Shelley. Antes de pertenecer a Union J, era estudiante y trabajó en una tienda local de café y en tiendas de ropa y tarjetas. Aprendió a tocar guitarra con ayuda de su abuelo a los 13 años.[cita requerida] A principios de 2016 declaró públicamente en un video que es bisexual, recibiendo así el apoyo de todas sus fanes que se pusieron más que feliz por la noticia. El 3 de marzo del mismo año, confirmó su salida oficial de la banda para continuar con otros proyectos.

### Josh Cuthbert
Joshua Thomas John «Josh» Cuthbert Browne nació el 28 de julio de 1992 (32 años) en Ascot, Berkshire. Junto con Hamblett y Hensley, fue uno de los tres miembros originales de Triple J. Sus padres son Kathryn Cuthbert y Graham Browne. Tiene un hermano llamado Calum y una hermana llamada Victoria. Antes de pertenecer a Union J, trabajaba en ventas y jugaba fútbol en la escuela secundaria. Pero su carrera como futbolista término por una lesión en el dedo pulgar.

### Casey Johnson
Casey Johnson nació el 1 de mayo de 1995 (30 años) en Londres, Inglaterra. Fue el miembro más reciente y más joven de Union J. Johnson audicionó para The X Factor en 2014, y se convirtió en miembro de la banda de ocho integrantes Stereo Kicks. La banda lanzó un sencillo, "Love Me So", y un mes después, se separaron porque no podían permitirse continuar sin un contrato discográfico.
El 6 de mayo de 2016, Union J anunció que Johnson se había unido a la banda como un nuevo miembro y que continuarían como un cuarteto. Sin embargo, dejó la banda menos de un año después.

## Discografía

### Álbumes de estudio
- Union J (2013)
- You Got It All (2017)

## Giras
- 2013: The X Factor Live Tour 2013
- 2013 - 2014: Magazines and TV Screens Tour